# Principauté de Nitra
La principauté de Nitra (slovaque : Nitrianske kniežatstvo) est une principauté slave du Haut Moyen Âge, située sur le territoire de l'actuelle Slovaquie. Le siège de la principauté était la ville de Nitra.
Cette principauté constitue historiquement le premier État slovaque connu.

## Histoire

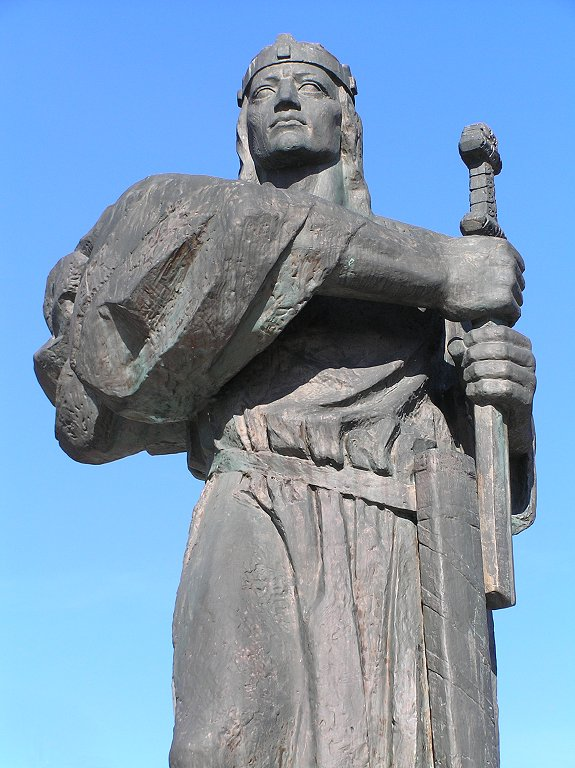
Statue du prince Pribina à Nitra.
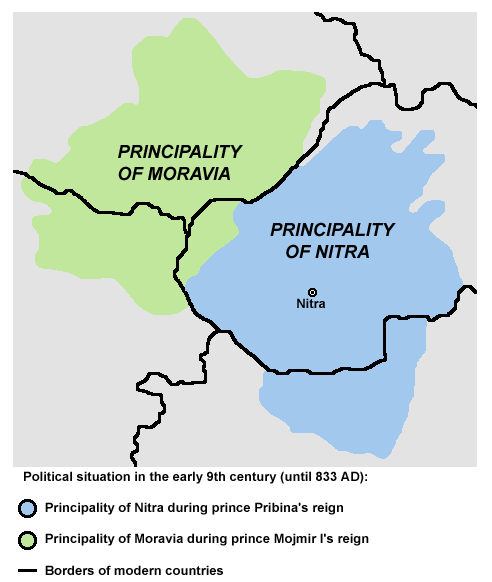
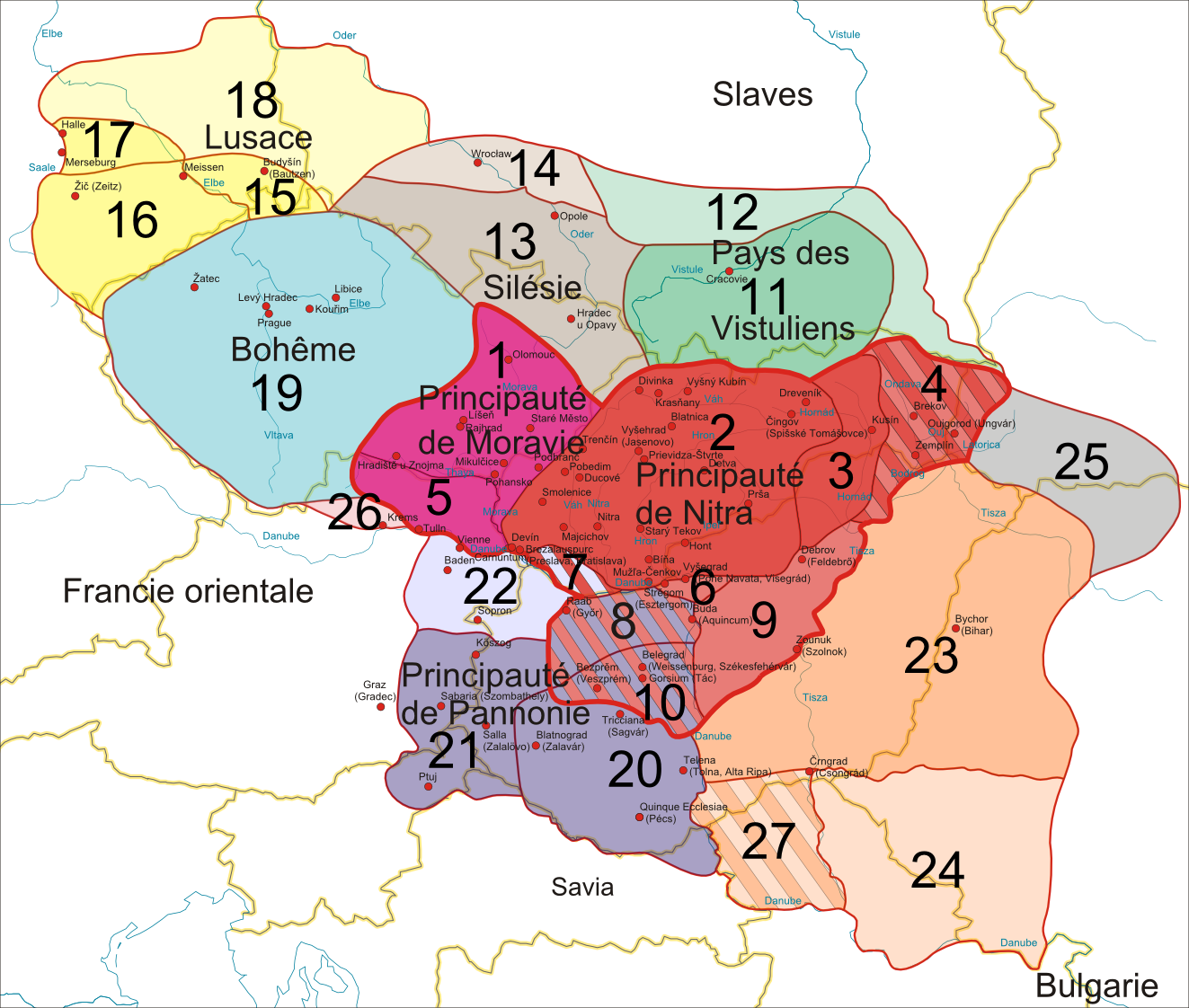
Principauté de Nitra dans la Grande-Moravie.

Cette principauté est sans doute apparue vers la fin du VIIIe siècle, au plus tard aux environs de l'an 800. Sous le règne de Pribina au début du IXe siècle, elle était une entité indépendante de l'Empire franc. Après l'annexion à la principauté de Moravie vers l'an 833, la principauté est inféodée à la Grande-Moravie.
Elle a été par la suite une partie du Royaume de Hongrie ; durant les années 1001-1030, elle appartint provisoirement à la Pologne.
Elle disparait en 1108-1110.